# Großenhain
Großenhain est une ville de Saxe (Allemagne), située dans l'arrondissement de Meissen, dans le district de Dresde.

## Histoire
| Appartenances historiques Margraviat de Misnie 1205-1423 Électorat de Saxe 1423-1485 Duché de Saxe 1485-1547 Électorat de Saxe 1547-1806 Royaume de Saxe 1806–1918 République de Weimar 1918–1933 Reich allemand 1933–1945 Allemagne occupée 1945–1949 République démocratique allemande 1949–1990 Allemagne 1990–présent |

## Personnalités
- Benjamin Hederich (1675-1748), lexicographe, recteur du collège de Großenhain de 1705 à sa mort.